# Newtownhamilton
Newtownhamilton (An Baile Úr in gaelico irlandese) è un villaggio dell'Irlanda del Nord, situato nella contea di Armagh.